# Підкам'яна Тунгуска (аеропорт)
Підкам'яна Тунгуска (рос. Аэропорт Подкаменная Тунгуска) (IATA: TGP, ICAO: UNIP) — аеропорт за 3 км від місця впадіння у річку Єнісей річки Підкам'яна Тунгуска, розташований у центрі селища Бор Красноярського краю.
Аеропорт побудований в 1946 році. Особливого значення він набув при відкритті в 1968 році міжнародної авіатраси Москва — Токіо. У середині 1985 року приймав від шістдесяти до шістдесяти п'яти літаків на добу. Під час погіршення радянсько-китайських відносин на початку 1970-х років в аеропорту постійно базувалися винищувачі, в 1980-х роках створено Борську авіаційну ескадрилью.
Аеродром Підкам'яна Тунгуска здатний приймати літаки Ан-24, Ан-26, Ан-32, Ан-74, Як-40, а також літаки класом нижче (взимку: Ан-12 та Іл-76), приймає також вертольоти всіх типів.

## Авіалінії та напрямки
| Авіакомпанія | Пункт призначення                  |
| ------------ | ---------------------------------- |
| KrasAvia     | Красноярськ–Черемшанка, Туруханськ |

## Статистика
| Рік       | 2014   | 2015 | 2016   | 2017   |
| пасажирів | 11 667 | 9791 | 10 744 | 10 560 |
| Джерела:  |        |      |        |        |

Див. джерело запитів Вікіданих та джерела.